# Lacon
Pour la ville située dans l’Illinois, voir Lacon (Illinois).
Genre
Lacon est un genre d'insectes coléoptères saproxyliques (qui vit dans le bois mort). Il appartient à la famille des Elateridae. Ce genre comporte une ou plusieurs espèces selon les classifications.

## Liste d'espèces
Selon ITIS et ADW:
- Lacon modestus (Boisduval, 1835)

Selon Fauna Europaea:
- Lacon gillerforsi Platia & Schimmel 1994
- Lacon graecus(Candèze 1857)
- Lacon kapleri Platia & Schimmel 1994
- Lacon lepidopterus (Panzer 1801)
- Lacon punctatus (Herbst 1779) — Lacon ponctué
- Lacon querceus (Herbst 1784)